# Safia noctar
Safia noctar là một loài bướm đêm trong họ Noctuidae.